# Kościół Ducha Świętego w Białymstoku
Kościół pw. Ducha Świętego w Białymstoku – kościół rzymskokatolickiej parafii pw. Ducha Świętego w Białymstoku, należy do dekanatu Białystok - Śródmieście. Mieści się na osiedlu Piasta I przy ul. Sybiraków 2.

## Historia parafii
- 2 października 1987 – została utworzona Rzymskokatolicka Parafia Ducha Świętego w Białymstoku dekretem biskupa Edwarda Kisiela. Swoim zasięgiem nowo utworzona parafia objęła Skorupy, Pieczurki i część osiedla Piasta.
- 27 kwietnia 1988 – na placu, na którym miał być wybudowany kościół został postawiony krzyż i kapliczka.
- 15 maja 1988 – została odprawiona pierwsza msza pod przewodnictwem ks. Stanisława Andrukiewicza – proboszcza parafii.
- 7 lipca 1988 – nastąpiło rozpoczęcie budowy tymczasowego kościoła.
- 7 sierpnia 1988 – odprawiona została pierwsza msza w tymczasowym kościele.
- 13 maja 1989 – biskup Edward Kisiel konsekrował dzwon „Głos Pana”.
- 9 marca 1990 – rozpoczęto budowę murowanego kościoła według projektu Jerzego Zgliczyńskiego[1].
- 18 sierpnia 1991 – uroczyście wmurowano kamień węgielny poświęconego wcześniej przez Jana Pawła II.
- 13 października 1996 – odprawiono pierwszą mszę w nowo zbudowanym kościele z udziałem arcybiskupa Stanisława Szymeckiego.

## Obszar parafii
Ulice Białegostoku:

- ks. Andrukiewicza,
- Baranowicka (nieparzyste 15-201),
- Ciołkowskiego (parzyste 56-84, nieparzyste 95-175b),
- Czarneckiego,
- Daleka (12),
- Gospodarska,
- Grzybowa 31,
- Kujawska,
- Lubuska,
- Łużycka,
- Małopolska,
- Mieszka I,
- Nowowarszawska (nieparzyste do 87, parzyste do 92),
- Obrębowa,
- Opolska,
- Piasta (50, 52),
- Piasta Stara (115-158),
- Piastowska (od 12),
- Plażowa (po lewej stronie ul. Baranowickiej),
- Pomorska,
- Spacerowa,
- Sybiraków,
- Towarowa (od 4),
- Wakacyjna,
- Warmińska,
- Wielkopolska,
- Wołyńska,
- Zaściańska,
- Zaułek Łęczycki,
- Zaułek Łużycki,
- Zaułek Olsztyński,
- Zaułek Podhalański,
- Zbożowa

## Bibliografia

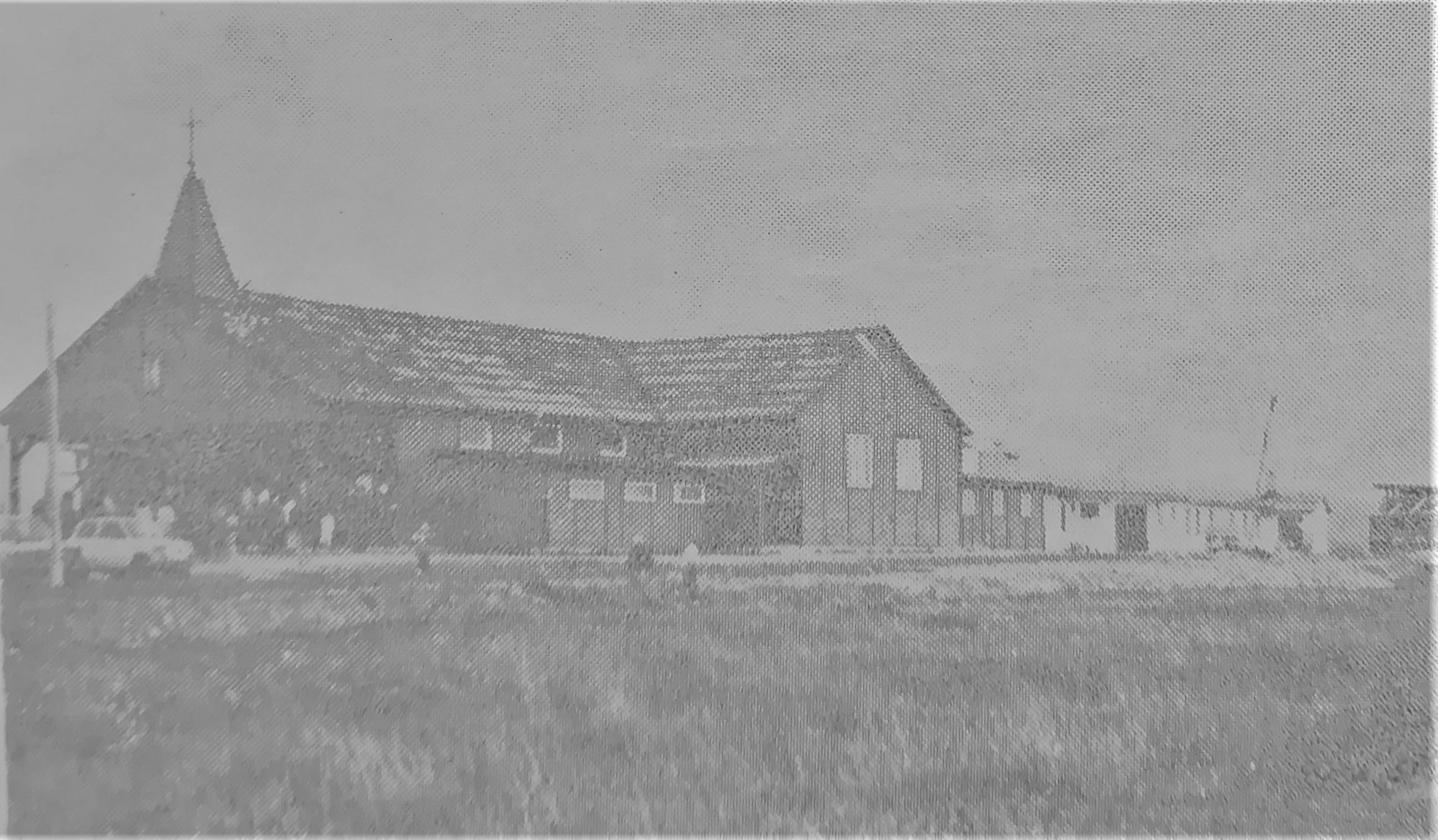
Stary barak kościelny